# Оберменил окс Ерабл
Оберменил окс Ерабл (фр. Aubermesnil-aux-Erables) насеље је и општина у северној Француској у региону Горња Нормандија, у департману Приморска Сена која припада префектури Дјеп.
По подацима из 2011. године у општини је живело 199 становника, а густина насељености је износила 23,47 становника/km². Општина се простире на површини од 8,48 km². Налази се на средњој надморској висини од 125 метара (максималној 220 m, а минималној 123 m).

## Демографија
| 1962. | 1968. | 1975. | 1982. | 1990. | 1999. | 2011. |
| ----- | ----- | ----- | ----- | ----- | ----- | ----- |
| 197   | 215   | 204   | 197   | 191   | 203   | 199   |

График промене броја становника у току последњих година